# Elsa y Fred
Elsa y Fred (bra: Elsa & Fred - Um Amor de Paixão) é um filme argentino, dirigido por Marcos Carnevale e lançado em 2005.

## Sinopse
Elsa (China Zorrilla) é uma senhora que sempre desfruta o máximo que a vida tem a oferecer. Ao contrário do esperado, ela não é politicamente correta e, um dia, bate seu carro no da filha do triste e quieto Fred (Manuel Alexandre), acidente que só é visto pelo neto do recente viúvo. Ela pede que a criança não conte nada, mas o menino revela a identidade da "barbeira" aos pais. Estes exigem que a senhora pague o concerto do automóvel e, uma vez que é o filho dela que desembolsará o dinheiro, ele a encarrega apenas de entregar o cheque para a filha de Fred. Por não estar no apartamento quando Elsa passa para realizar a tarefa, ela acaba por conversar com o senhor e acaba contando que o dinheiro era necessário, dado que seu filho é desempregado e tem 5 filhos (o que é mentira). Comovido, Fred não aceita que ela pague o concerto e, a partir daí, desenrola-se uma amizade que promete um ótimo romance.

## Intertextualidade
Apaixonada pela Sylvia Rank, de La Dolce Vita, interpretada pela Anita Ekberg, Elsa sonha em ver a Fontana di Trevi e recriar a cena do filme. Esse momento do longa de Fellini, inclusive, é o que abre o filme Elsa y Fred e, ao longo dele, são feitas inúmeras referências (diretas e indiretas) ao icônico filme de 1960.

## Adaptação
Lançada em 2014, o filme Elsa y Fred ganhou uma adaptação estadunidense dirigida por Michael Radford e estrelada por Shirley MacLaine e Christopher Plummer.

## Recebimento e críticas
Mesmo não sendo reconhecido no Brasil, o site Adoro Cinema deu-lhe a classificação de 4,5 estrelas e a nota média de seus usuários é de 3,8 estrelas.